# Penique (moneda irlandesa pre-decimal)
La moneda de un penique irlandés (1d) (en irlandés: pingin) era la tercera denominación más pequeña de la libra irlandesa predecimal, con un valor de 1⁄240 de libra o 1⁄12 de un chelín. Para expresar una cantidad, centavo se abreviaba como «d» —por ejemplo, «1d»— del denario romano. Se introdujo en 1928 para reemplazar a su contraparte británica, utilizada cuando toda Irlanda era un país constituyente del Reino Unido. El último año de acuñación fue 1968 y dejó de ser de curso legal el 31 de diciembre de 1971.
La moneda medía 1,215 pulgadas (30,9 mm) de diámetro y pesaba 9,45 gramos La moneda de bronce estaba compuesta por un 95,5 % de cobre, un 3 % de estaño y un 1,5 % de zinc. Sus dimensiones eran las mismas que las del centavo británico, ya que ambas monedas estuvieron vinculadas hasta 1979.
El reverso del penique fue diseñado por el artista inglés Percy Metcalfe. Presentaba una gallina y cinco pollitos y el nombre irlandés de la moneda. El anverso presentaba el arpa irlandesa. De 1928 a 1937, la fecha se dividió a ambos lados del arpa con el nombre Saorstát Éireann dando vueltas. De 1938 a 1968 la inscripción cambió a Éire a la izquierda del arpa y la fecha a la derecha.